# امتیاز (فیلم ۲۰۰۱)
امتیاز (به انگلیسی: The Score) فیلمی جنایی در ژانر دلهره‌آور و محصول سال ۲۰۰۱ است که کارگردانی آن را فرانک اوز برعهده داشته و بازیگرانی چون رابرت دنیرو، ادوارد نورتون، آنجلا باست و مارلون براندو (براندو در آخرین حضور سینماییِ خود) در آن به ایفای نقش پرداخته‌اند.
تنها بازی مشترک و مقابل هم رابرت دنیرو و مارلون براندو در فیلم امتیاز رقم خورده‌است، هرچند هر دوی آنها برای بازی در نقش «ویتو کورلِئونه» در فیلم‌های پدرخوانده و پدرخوانده: قسمت دوم موفق به کسب اسکار شده‌بودند.
فیلمنامهٔ امتیاز براساس داستانی از دانیل ای. تیلور و برندهٔ جایزهٔ اِمی کاریو سالم نوشته شده‌است.

## بازیگران
- رابرت دنیرو در نقش نیک ولز؛ دزدی کهنه‌کار که سرقت امتیاز (ماجرای فیلم)، به‌عنوان آخرین کارش قبل از بازنشستگی، وی را وسوسه کرده‌است.
- ادوارد نورتون در نقش جک تِلِر؛ مردی تودار که به‌دنبال این است که چهرهٔ یک جنایتکار محترم را برای خود ایجاد کند.
- مارلون براندو در نقش جک؛ مالخری که هماهنگی کار را برعهده دارد.
- آنجلا باست در نقش دایان؛ مهماندار هواپیما و دوست‌دختر نیک
- گری فارمر؛ دستیار وفادار و محافظ نیک
- جیمی هارولد در نقش استیون؛ یک هکر کامپیوتری که کدهای امنیتی را برای سرقت به‌دست می‌آورَد.
- ریچارد واو در نقش ساپرستین؛ مدیر سیستم امنیتیِ آیرون کلد
- ژان رنه در نقش آندره؛ رئیس امنیت

## خلاصه داستان
نیک ولز (استاد گشودن گاوصندوق) پس از اینکه تقریباً در حین یک سرقت دستگیر می‌شود، به فکر بازنشستگی می‌افتد تا با دوست‌دخترش دایان زندگی کند و کافه جازش در مونترال را به عنوان یک کسب‌وکار قانونی اداره نماید. او پیشنهاد کاری جدید از ماکس (دلالش) را رد می‌کند، اما جک تلر (سارق بلندپرواز دیگری) با طرحی جاه‌طلبانه به سراغش می‌آید. نیک همکارش برت را می‌فرستد تا جک را از شهر بیرون کند، اما جک بر او غلبه می‌کند و به خانه نیک می‌آید تا او را متقاعد کند. نیک در ازای کنترل کامل عملیات، قبول می‌کند به سرقت بپیوندد و با ماکس برای سهم ۶ میلیون دلاری خود چانه‌زنی می‌کند.  
هدف آن‌ها عصای سلطنتی است که به صورت قاچاق به کانادا وارد شده اما توسط گمرک توقیف شده و اکنون در زیرزمین فوق‌امنیتی ساختمان گمرک مونترال نگهداری می‌شود. جک با نقش بازی کردن به عنوان یک سرایدار کم‌توان ذهنی، به ساختمان گمرک نفوذ کرده است و نیک راه دسترسی به زیرزمین را از طریق فاضلاب‌های زیر ساختمان پیدا می‌کند. دایان که از تصمیم نیک برای انجام این "کار آخر" ناامید شده، در مورد آینده رابطه‌شان تجدید نظر می‌کند.  
نیک استیون، همکار هکر خود را استخدام می‌کند که به سیستم شرکت امنیتی گمرک نفوذ کرده و کدهای دور زدن سیستم را به دست می‌آورد، اما توسط یک مدیر سیستم که در ازای اطلاعات ۵۰٬۰۰۰ دلار طلب می‌کند، گیر می‌افتد. مدیر سیستم قرار ملاقاتی در یک پارک عمومی ترتیب می‌دهد و پسرعمویش را برای حفاظت همراه می‌آورد. تنش زمانی بالا می‌گیرد که پسرعمو و جک هر دو اسلحه‌هایشان را رو می‌کنند که باعث ناراحتی نیک می‌شود اما در نهایت تبادل انجام می‌شود.  